# Puig de Bellver
El Puig de Bellver és una muntanya de 222 metres que es troba al municipi de Sant Celoni, a la comarca del Vallès Oriental.
Al cim podem trobar-hi un vèrtex geodèsic (referència 297111001).